# Ranchot
Ranchot ist eine französische Gemeinde mit 507 Einwohnern (Stand 1. Januar 2022) im Département Jura in der Region Bourgogne-Franche-Comté. Sie gehört zum Arrondissement Dole und zum Kanton Mont-sous-Vaudrey.

## Geographie
Die Ortschaft liegt rechts bzw. nördlich des Flusses Doubs und des Rhein-Rhône-Kanals, der dort je nach Abschnitt vereint mit dem natürlichen Gewässer oder von diesem nördlich verläuft. Ranchot grenzt an Louvatange, Dampierre, Fraisans, Rans, La Barre und Monteplain.

## Bevölkerungsentwicklung
| Jahr                       | 1962 | 1968 | 1975 | 1982 | 1990 | 1999 | 2008 | 2018 |
| Einwohner                  | 281  | 331  | 356  | 331  | 348  | 439  | 474  | 499  |
| Quellen: Cassini und INSEE |      |      |      |      |      |      |      |      |

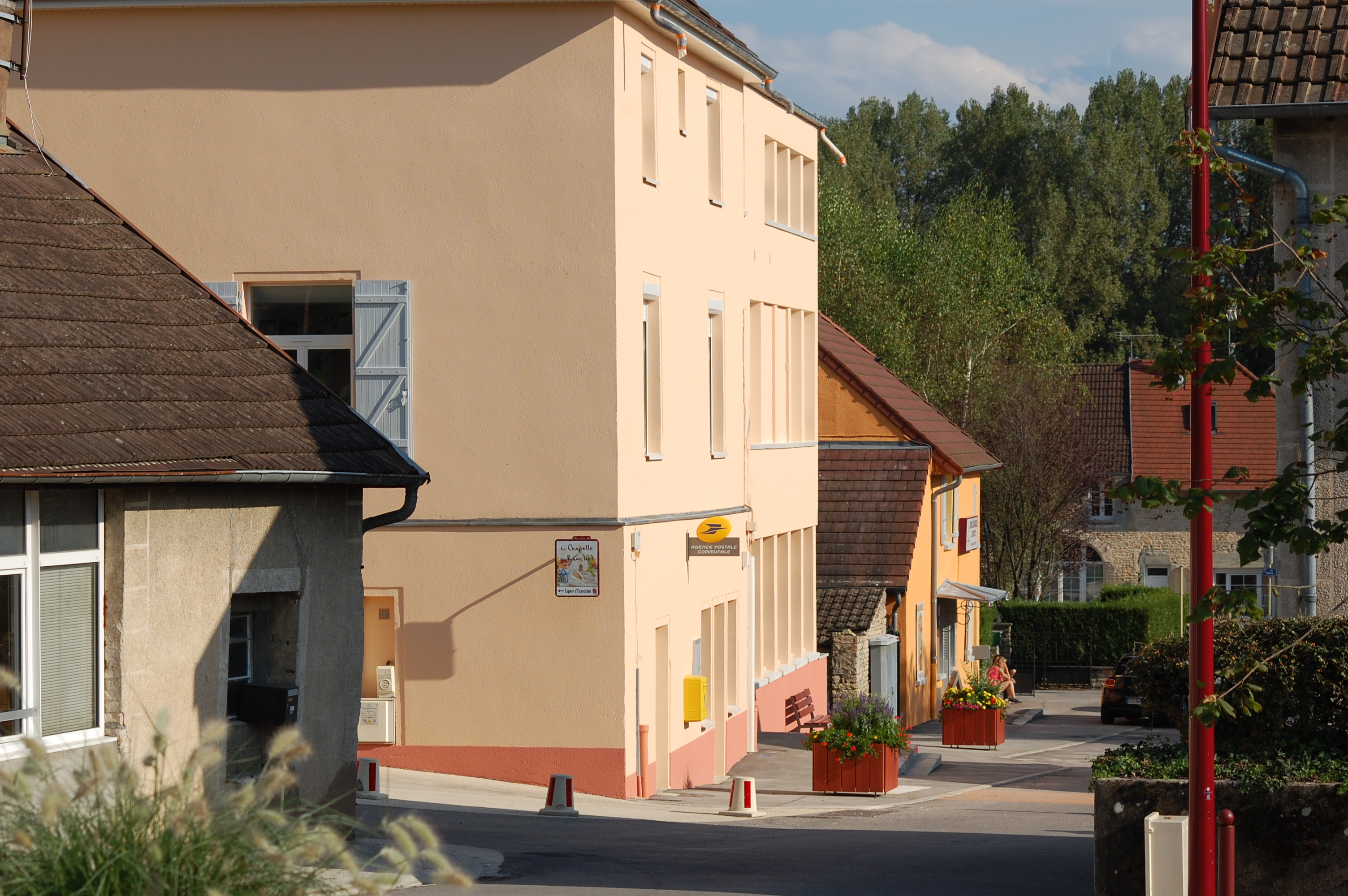
Mairie Ranchot
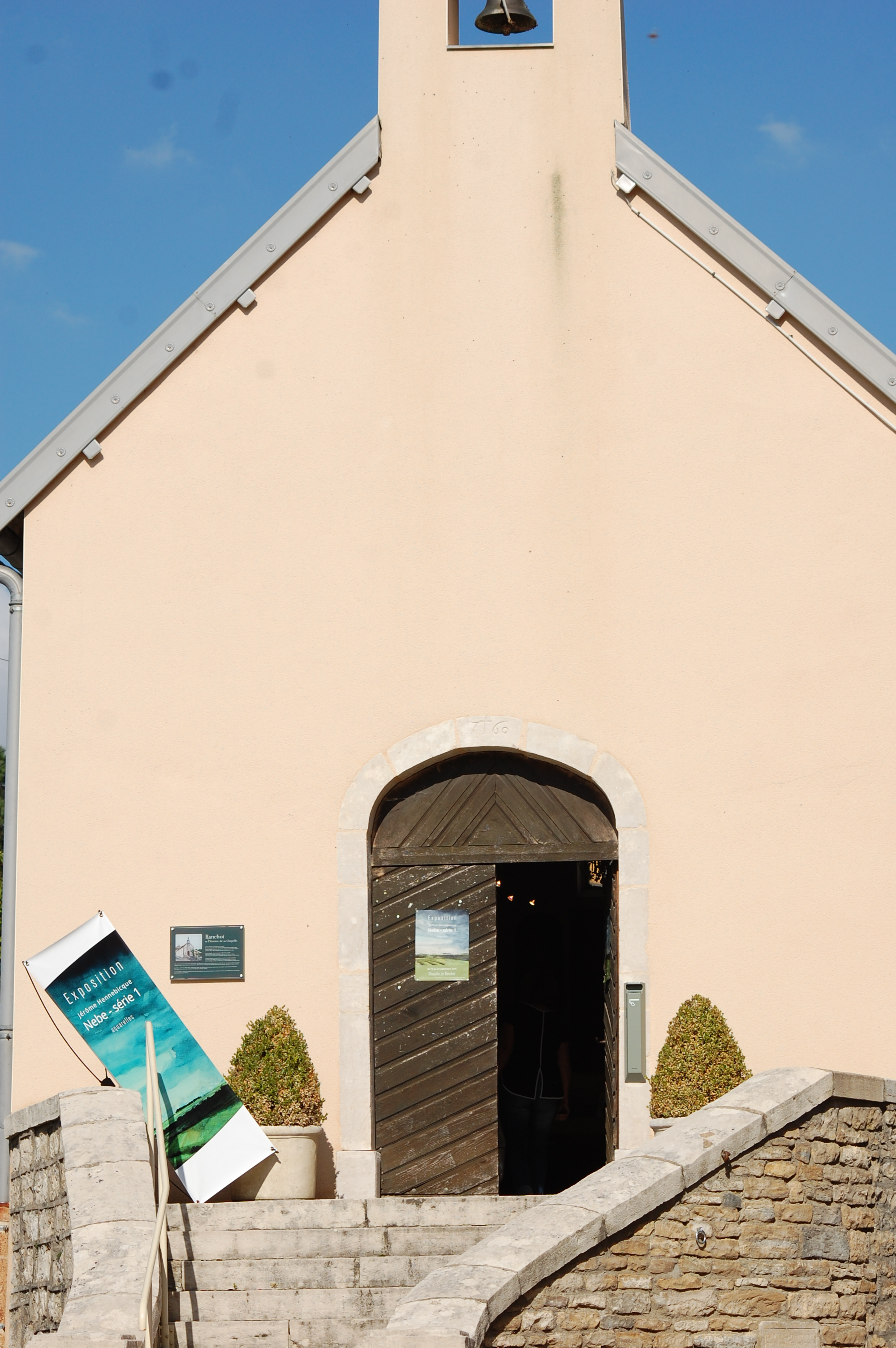
Kirche Saint-Étienne
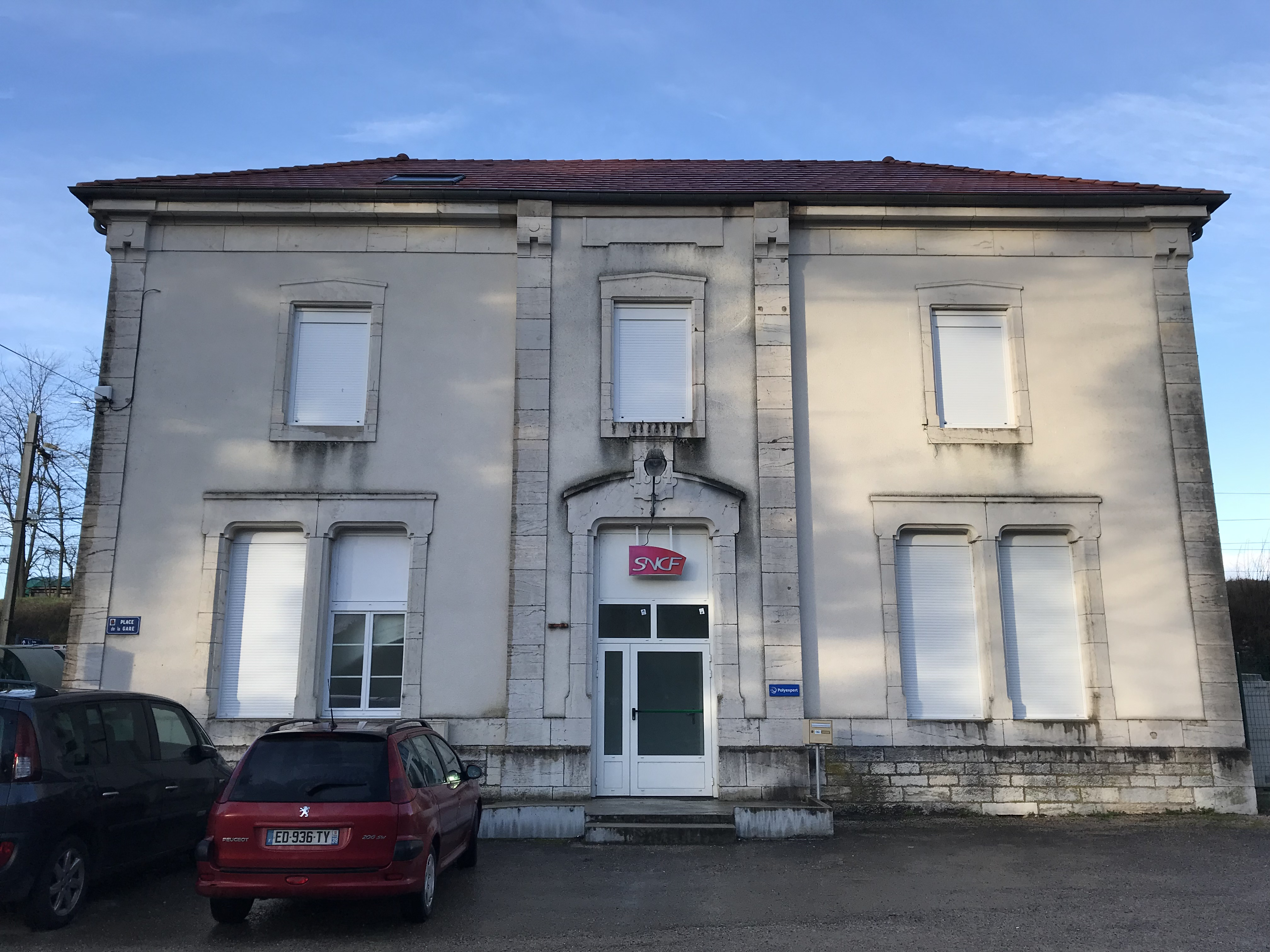
Bahnhof Ranchot

## Verkehr
Ranchot liegt an der Bahnstrecke Dole–Belfort und wird im Regionalverkehr mit TER-Zügen von und nach Dijon-Ville und Besançon-Viotte bedient.